# 维朗特鲁瓦
维朗特鲁瓦（法語：Villentrois，法語發音：[vilɑ̃tʁwa]）是法国安德尔省的一个旧市镇，位于该省北部略偏西，属于沙托鲁区。2019年1月1日，维朗特鲁瓦和相邻的贝里地区法沃罗勒合并为新市镇维朗特鲁瓦-贝里地区法沃罗勒（Villentrois-Faverolles-en-Berry），并成为政府驻地。

## 地理
维朗特鲁瓦（47°11'40"N, 1°27'45"E）面积32.38 平方千米，位于法国中央-卢瓦尔河谷大区安德尔省，该省份为法国中部省份，北起卢瓦-谢尔省，西北接安德尔-卢瓦尔省，西南接维埃纳省，南至克勒兹省和上维埃纳省，东临谢尔省。
与维朗特鲁瓦接壤的市镇（或旧市镇、城区）包括：贝里地区法沃罗勒、丰格南、吕赛勒马勒、利村、瓦朗赛、沃伊、沙托维约。

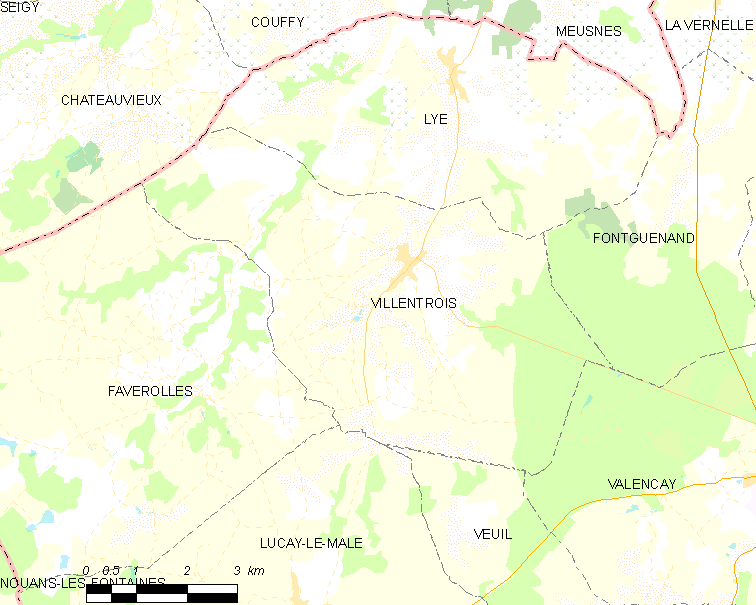
维朗特鲁瓦的OSM定位图

维朗特鲁瓦的时区为UTC+01:00、UTC+02:00（夏令时）。

## 行政
维朗特鲁瓦的邮政编码为36600，INSEE市镇编码为36244。

## 政治
维朗特鲁瓦所属的省级选区为瓦朗赛县。

## 人口

1962-2008年间维朗特鲁瓦人口变化图示

维朗特鲁瓦于2018年1月1日时的人口数量为575人。